# ميشيل أرتيج
ميشيل أرتيغ (مواليد 1946) خبيرة فرنسية في تعليم الرياضيات، وأستاذة فخرية في جامعة باريس ديديرو والرئيسة السابقة للجنة الدولية للتوجيه في الرياضيات.

## النشأة والتعليم
وُلدت ميشيل عام 1946 في مدينة بوردير سور ليكيه، بلدة صغيرة في جبال البرانس. كانت ابنة معلمة روضة أطفال، وكتبت أنها «كانت دائمًا مهتمة بالرياضيات». التحقت بمدرسة الليسيه في تارب، وهي أقرب مدينة كبيرة بما يكفي لهذا المستوى من المدرسة، ثم أمضت عامين في دورة الرياضيات الإعدادية للالتحاق بالمدرسة الكبرى في تولوز، حيث عملت أختها كمدرسة.
أصبحت طالبة في المدرسة العليا في عام 1965. وكان من بين معلميها غوستاف شوكيه وهنري كارتن ولوران شفارتز. بعد أن وُلد ابنها عام 1967، جاءت والدتها لتعيش معها في باريس للمساعدة في رعايته. في نفس الوقت تقريبًا، أصبحت مهتمة بنظرية النموذج من خلال كتاب لجورج كريسل وجان لويس كريفان. شاركت في احتجاج طلابي عام 1968، ضمن أحداث مايو 1968 في فرنسا، حيث رفض معظم الطلاب أداء الجزء الشفهي من امتحان التخرج، لكن مقاومتهم للامتحان لم تدم واستكملت فترة تقدمها. في عام 1969.
بعد ذلك، أصبحت طالبة في جامعة باريس تدرس المنطق الرياضي، وعندما انقسمت إلى جامعة باريس إلى عدة جامعات في عام 1970 اختارت الالتحاق بجامعة باريس ديديرو. وأكملت الدكتوراه هناك عام 1972.

## المسار المهني
بينما كانت لاتزال طالبة دكتوراه، أصبحت ميشيل عضوة في هيئة التدريس في ما ستصبح لاحقاً جامعة باريس ديديرو في عام 1969. وكمساهمة منها بعد احتجاجات الطلاب أسست معهد البحوث في تعليم الرياضيات في الجامعة، مع أندريه ريڤوز كمدير لها، ودعاها أندرو لتصبح أحد أعضائه. من خلال مشاركتها في المعهد، تحولت اهتماماتها من المنطق إلى تعليم الرياضيات.
أدارت أرتيج معهد البحوث في تعليم الرياضيات في الجامعة من عام 1985 إلى عام 1988. ثم انتقلت إلى المعهد الجامعي لتعليم المعلمين في جامعة ريمس شامبين-أردين، حيث حصلت على درجة الأستاذية الكاملة وأصبحت رئيسة قسم الرياضيات. عادت إلى جامعة باريس ديدرو وإلى إدارة معهد البحوث في عام 1999، وتقاعدت كأستاذة فخرية في عام 2010.كما شغلت منصب رئيس اللجنة الدولية للتعليم الرياضي من 2007 إلى 2010.

## البحث العلمي
ركز عمل ميشيل المبكر في تعليم الرياضيات على المشتقات والتكامل وعلى التمثيل البياني للدالات. بعدها، أصبحت مهتمة بالتقنيات التعليمية ودمجها في تدريس الرياضيات. تضمنت أبحاثها أيضًا العمل على النظرية التربوية.

## التكريم
كانت ميشيل متحدثة مدعوة في المؤتمر الدولي لعلماء الرياضيات مرتين، في عامي 1998 و2006.
في عام 2012، تم تنظيم مؤتمرًا على شرفها في باريس، ونُشر في عام 2016 كتابًا عن المؤتمر بعنوان The Didactics of Mathematics: Approaches and Issues: A Homage to Michèle Artigue.
فازت بميدالية فيليكس كلاين من اللجنة الدولية للتعليم الرياضي في عام 2013. وفي عام 2015، منحتها لجنة البلدان الأمريكية لتعليم الرياضيات وسام لويس سانتالو. وحصلت على وسام جوقة الشرف عام 2015.